# Tratado Facio-Fernández
El Tratado Facio-Fernández, oficialmente llamado Tratado sobre Delimitación de Áreas Marinas y Submarinas y Cooperación Marítima entre la República de Colombia y la República de Costa Rica, fue firmado el 17 de marzo de 1977 en la ciudad de San José (Costa Rica) entre el embajador plenipotenciado de Colombia en Costa Rica, Heraclio Fernández Sandoval, y el ministro de relaciones exteriores de Costa Rica, Gonzalo Facio.
Este tratado generó controversia en la opinión pública costarricense, ya que reconocía el meridiano 82 como frontera marítima entre Nicaragua y Colombia y cedía espacios marítimos a este último.
En agosto del 2002, el canciller de Costa Rica, Roberto Tovar, solicitó a Nicaragua iniciar negociaciones bilaterales para delimitar los espacios marítimos tanto en el océano Pacífico como en el mar Caribe.